# هری لیسک
هری لیسک (انگلیسی: Harry Leask؛ زادهٔ ۱۶ اکتبر ۱۹۹۵) قایقران روئینگ اهل بریتانیا است.
وی در مسابقات کشوری و بین‌المللی در مجموع برندهٔ ۱ مدال نقره، ۱ مدال برنز شده‌است.